# Euophrys albopatella
Euophrys albopatella es una especie de araña saltarina del género Euophrys, familia Salticidae. Fue descrita científicamente por Petrunkevitch en 1914.
Habita en Birmania.